# Территория племён федерального управления
Террито́рия племён федера́льного управле́ния (урду وفاقی قبائلی علاقہ جات‎, англ. Federally Administered Tribal Areas, FATA), известная также как Зона племён — регион, существовавший на северо-западе Пакистана, лежащий между провинцией Хайбер-Пахтунхва (ранее Северо-западная пограничная провинция) и границей с Афганистаном. Граничил с Афганистаном на северо-западе, провинцией Хайбер-Пахтунхва на востоке и с Белуджистаном на юге. Территория 27 219 км². Решением парламента в 2018 году регион был включён в состав провинции Хайбер-Пахтунхва.

## История
24 мая 2018 года Национальная ассамблея Пакистана согласилась объединить ТПФУ и СЗПП. 25 мая Сенат рассмотрел этот вопрос. 31 мая Территория племён федерального управления присоединена к провинции Хайбер-Пахтунхва.

## Государственное устройство
В значительной мере Зона племён контролировалась движением Талибан.
Согласно конституции Пакистана, на территорию Зоны племён не распространялась юрисдикция пакистанских судов (в частности Верховного суда).
Территории не входила в состав какой-либо из провинций страны и сама не являлась провинцией. Административным центром территорий являлся город Пешавар, который сам не входил в их состав, а являлся столицей соседней провинции Хайбер-Пахтунхва.

## Административное деление
В административном отношении разделены на семь племенных агентств и шесть пограничных регионов.

### Агентства
1. Баджаур
2. Куррам
3. Мохманд
4. Оракзай
5. Северный Вазиристан
6. Хайбер
7. Южный Вазиристан

### Пограничные регионы
1. Банну
2. Дера-Исмаил-Хан
3. Кохат
4. Лакки-Марват
5. Пешавар
6. Танк